# 景明君
景明君 李忱（けいめいくん り しん、キョンミョングン イ・チム、경명군 이침、1489年 - 1526年）は、李氏朝鮮の王族。字は誠之、諡号は貞敏。本貫は全州李氏。

## 生涯
成宗の十一男であり、生母は淑儀洪氏。優雅かつ質素な性格であり、学問も優れて名望が高かった。中宗の知遇を受け、宗親府・宗簿寺・司饔院都提調を常に兼ね、また文昭殿も管掌した。

## 家族
- 父: 成宗
- 母: 淑儀洪氏
  - 姉 : 恵淑翁主 秀蘭
  - 兄 : 完原君 𢢝
  - 兄 : 檜山君 恬
  - 兄 : 甄城君 惇
  - 姉 : 静順翁主
  - 兄 : 益陽君 懐
  - 弟 : 雲川君 𪬦
  - 弟 : 楊原君 憘
  - 妹 : 静淑翁主 如蘭
- 正妻 : 江陽郡夫人坡平尹氏 - 僉正尹堞の娘
  - 長女 : 李蓮環
  - 長男 : 安城君 壽齢
    - 孫 : 平原君 鎰

  - 次女 : 李玉女
  - 次男 : 安南君 壽錬
    - 孫 : 錦川君 俌
    - 孫 : 綾城君 伸
    - 孫 : 霊川君 侹 - 楊原君の長男咸寧君 壽璿の養子
    - 孫 : 文城君 健